# Rácz Béla (labdarúgó)
Rácz Béla (?, 1893. szeptember 14. – ?, 1961. március 25.) válogatott labdarúgó, középcsatár.

## Pályafutása

### Klubcsapatban
Az MTK labdarúgója volt, ahol három bajnoki címet és egy magyar kupát nyert a csapattal. Ötletesen játszó, stílusos középcsatár volt, aki a jobbszélsőként is jól szerepelt. 1919-ben az MLSZ nem adta át a neki járó bajnoki aranyérmet, és ezért visszavonult.

### A válogatottban
1914-ben két alkalommal szerepelt a magyar labdarúgó-válogatottban és egy gólt szerzett.

## Sikerei, díjai
- Magyar bajnokság
  - bajnok: 1913–14, 1916–17, 1918–19
  - 2.: 1909–10, 1910–11, 1911–12, 1912–13
- Magyar kupa
  - győztes: 1914

## Statisztika

### Mérkőzései a válogatottban
| Magyarország | Magyarország     | Magyarország       | Magyarország | Magyarország | Magyarország | Magyarország | Magyarország | Magyarország |
| #            | Dátum            | Helyszín           | Hazai        | Eredmény     | Vendég       | Kiírás       | Gólok        | Esemény      |
| ------------ | ---------------- | ------------------ | ------------ | ------------ | ------------ | ------------ | ------------ | ------------ |
| 1.           | 1914. június 19. | Stockholm, Råsunda | Svédország   | 1 – 5        | Magyarország | barátságos   | 1            | 60'          |
| 2.           | 1914. június 21. | Stockholm, Råsunda | Svédország   | 1 – 1        | Magyarország | barátságos   | -            |              |
|              | Összesen         |                    |              | 2            | mérkőzés     |              | 1            | gól          |